# Lenie Onzia
Lenie Onzia est une joueuse de football belge née le 30 mai 1989 à Borgerhout en Belgique. Elle joue actuellement au AA Gand Ladies et coach-assistant de l'Équipe de Belgique U15.

## Biographie
En Belgique, elle a joué à Oud-Heverlee Louvain où, pour sa première saison en D1, elle a inscrit 17 buts en 24 rencontres. Transférée au Arsenal LFC en Angleterre, elle n'a pas joué une seule fois en équipe première. 

En 2008, elle est partie aux Pays-Bas pour jouer au FC Twente. En 2010-2011, Lenie Onzia jouait au VVV Venlo. 

En 2011-2012, elle revient en Belgique au Lierse SK. Club qu'elle quitte en 2013 pour le DVC Eva's Tirlemont.

En 2015, elle retourne au FC Twente. 2017 la voit revenir en Belgique, au RSC Anderlecht. Un an plus tard, elle part au AA Gand Ladies.

## Palmarès
- Championne de Belgique (1) : 2018
- Championne des Pays-Bas (1) : 2016
- Finaliste Coupe de Belgique (1) : 2012
- Finaliste Super Coupe de Belgique (1) : 2013

 Équipe de Belgique
- Pinatar Cup (1) :
  - Vainqueur : 2022.